# 鲁苏语
鲁苏语是藏南地区一种语言。一般认为它属于汉藏语系，但实际上可能是孤立语言。由西卡门县特里齐若21个村的3千人使用。鲁苏人生活在卡门东南部，集中于比熊河（Bichom River）河谷，除鲁苏语外还说英语、印地语和达迈语。
崩如语分布在西藏边境，可能和鲁苏语有亲缘关系，但它更像是达迈语方言。